# Redevance due par les titulaires de titres d'exploitation de mines d'hydrocarbures liquides ou gazeux au large de Saint-Pierre-et-Miquelon
Lire en ligne

Lire sur Légifrance

La redevance due par les titulaires de titres d'exploitation de mines d'hydrocarbures liquides ou gazeux au large de Saint-Pierre-et-Miquelon est une taxe française créée en 1998 afin de permettre à Saint-Pierre-et-Miquelon de toucher les dividendes de l'exploitation de ses fonds sous-marins. 

## Historique

Saint-Pierre-et-Miquelon.

En 1993, le législateur décide d'encourager la prospection en exonérant de redevance les gisements d'hydrocarbures en mer. L'adoption de l'article 27 de la loi de finances pour 1994 est également destiné à éviter l'épuisement des gisements terrestres en Aquitaine et dans le bassin parisien. 
Or la situation change quelques années plus tard. Le 23 février 1998, le gouvernement français signe l'arrêté accordant un permis exclusif de recherches d'hydrocarbures à la société canadienne Gulf Canada pour une durée de trois ans dans une zone de 396 000 hectares. Le député de Saint-Pierre-et-Miquelon, Gérard Grignon, propose donc d'amender le projet de loi de finances pour 1998 afin de rétablir la redevance mais uniquement à Saint-Pierre-et-Miquelon. La loi de finances n°98-1266 du 30 décembre 1998 modifie l’article 31-1 du code  minier  : 

« Pour  la  zone  économique  exclusive  française  en  mer  au  large  de  Saint-Pierre-et-Miquelon,  une  redevance  spécifique,  due  par  les  titulaires  des  concessions  de  mines  d’hydrocarbures  liquides  ou  gazeux, est établie au bénéfice de la collectivité territoriale de Saint-Pierre-et-Miquelon. »

Le produit de la redevance pourrait atteindre le montant du budget de la collectivité de Saint-Pierre-et-Miquelon sous réserve d'exploiter les gisements. En 2012, le produit est nul.
Lors du projet de loi de finances pour 2012, Christiane Taubira émet l'idée d'étendre aux régions d’outre-mer, notamment à la Guadeloupe, la Guyane et à la Martinique, la redevance adoptée en faveur de Saint-Pierre-et-Miquelon. La députée de Guyane accepte de retirer son amendement après avoir reçu l’assurance de la part de Valérie Pécresse, ministre du Budget, que cette question trouvera un dénouement avant la fin de l’année sans attendre la réforme du code minier.
En 2014, l'Inspection générale des finances (IGF) liste la redevance parmi les 192 taxes à faible rendement. La mission recommande la suppression de la redevance « qui semble pouvoir être effectuée sans préjudice aux dispositions spécifiques en matière de fiscalité des hydrocarbures applicables à Saint-Pierre-et-Miquelon (articles 134 bis et ter du code local des impôts) ».